# Garciotum
Garciotum ist ein Ort und eine Gemeinde (Municipio) im Nordosten der Provinz Toledo in Spanien mit 215 Einwohnern (Stand: 2024). 

## Lage
Garciotum liegt etwa 60 Kilometer westnordwestlich von Toledo in einer Höhe von ca. 545 m. 
In Garciotum herrscht ein kontinentales Klima mit extremen Temperaturen und starken Amplituden. Die Niederschläge (555 mm/Jahr) sind sehr unregelmäßig und selten, meist im Herbst und Frühling konzentriert.

## Bevölkerungsentwicklung
| Jahr      | 1970 | 1981 | 1991 | 2001 | 2011 | 2021 |
| Einwohner | 250  | 182  | 147  | 129  | 175  | 206  |

## Sehenswertes
- Magdalenenkirche (Iglesia de Santa María Magdalena)
- Kapelle der Unbefleckten Empfängnis

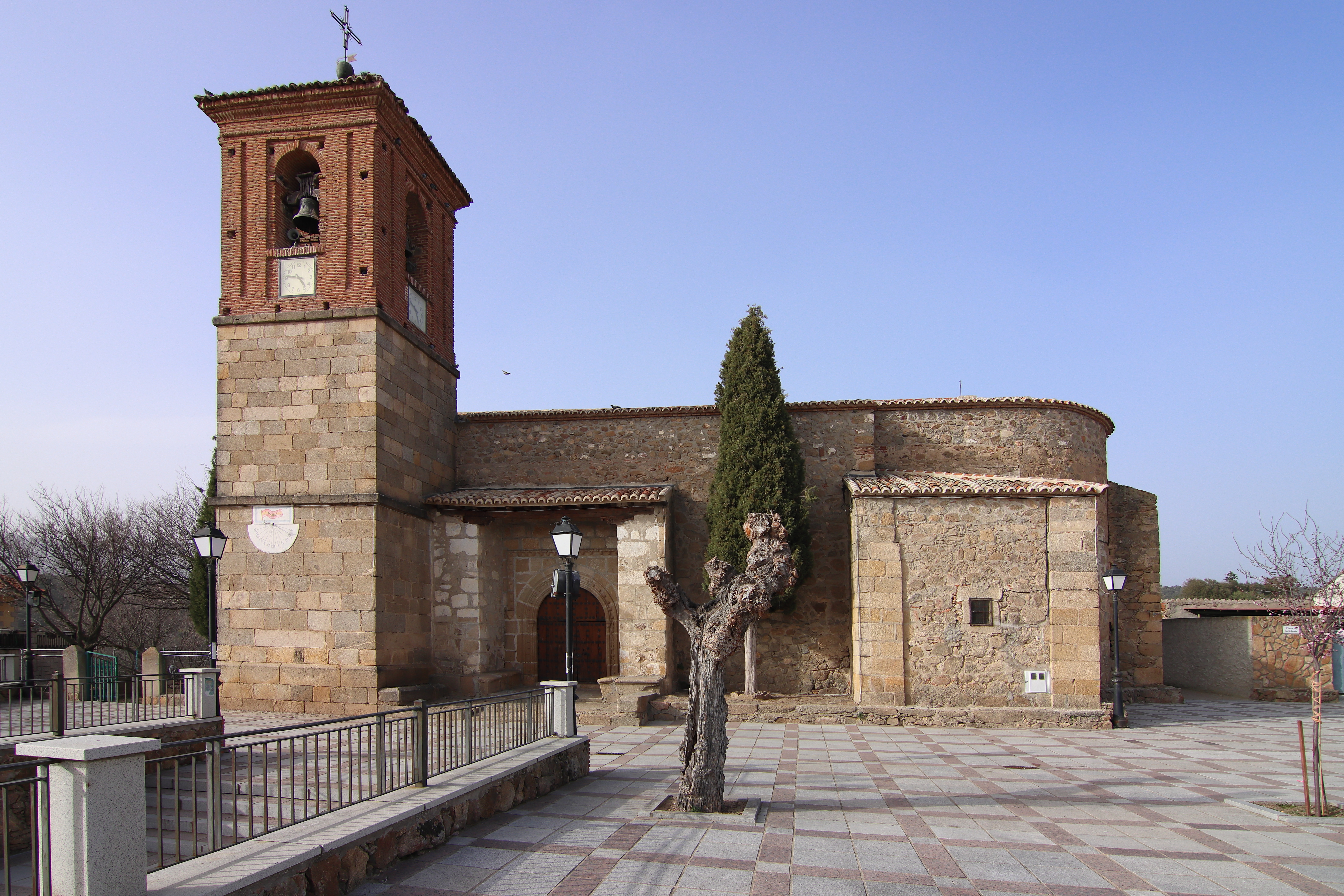
Magdalenenkirche
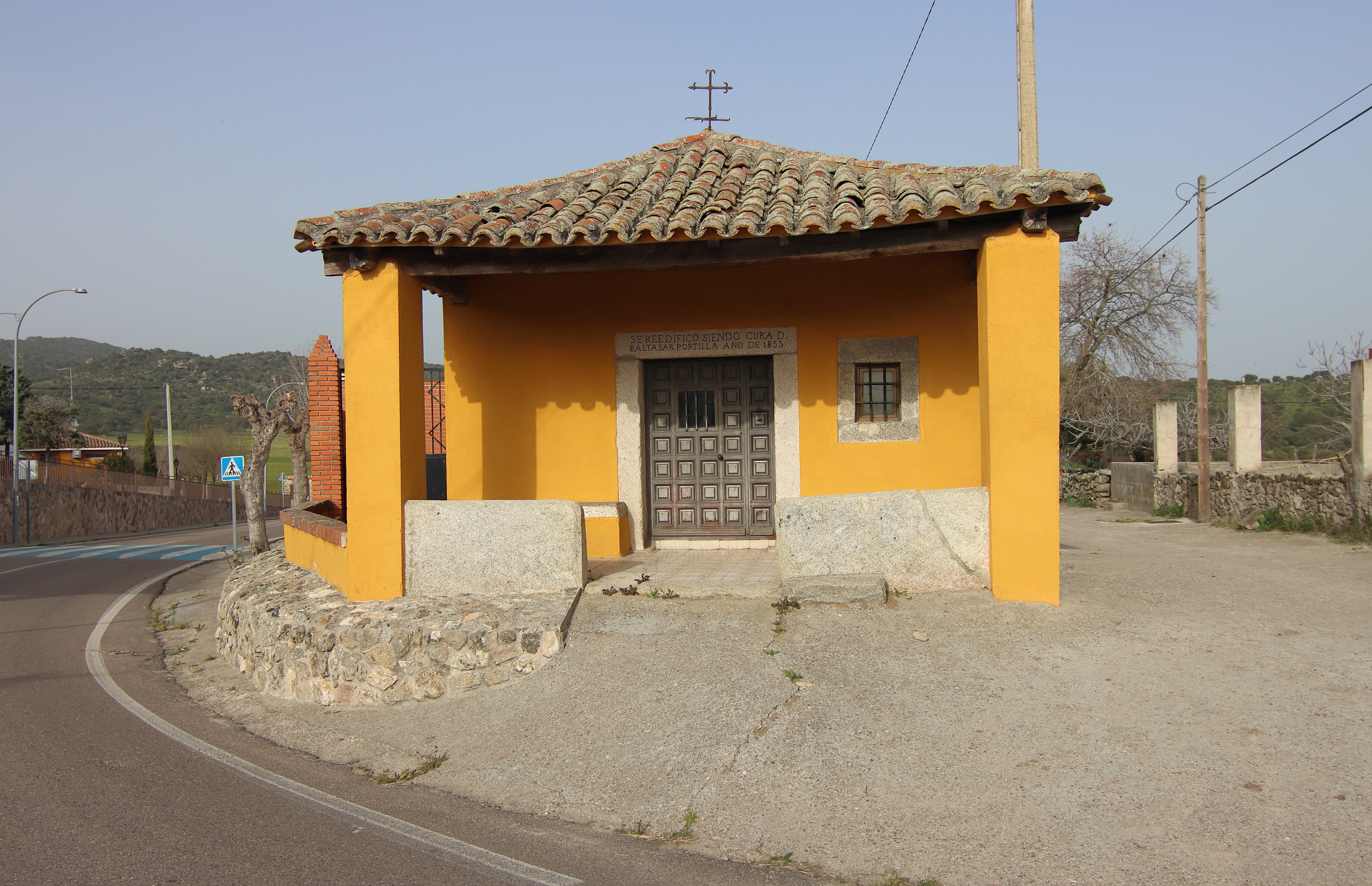
Kapelle der Unbefleckten Empfängnis
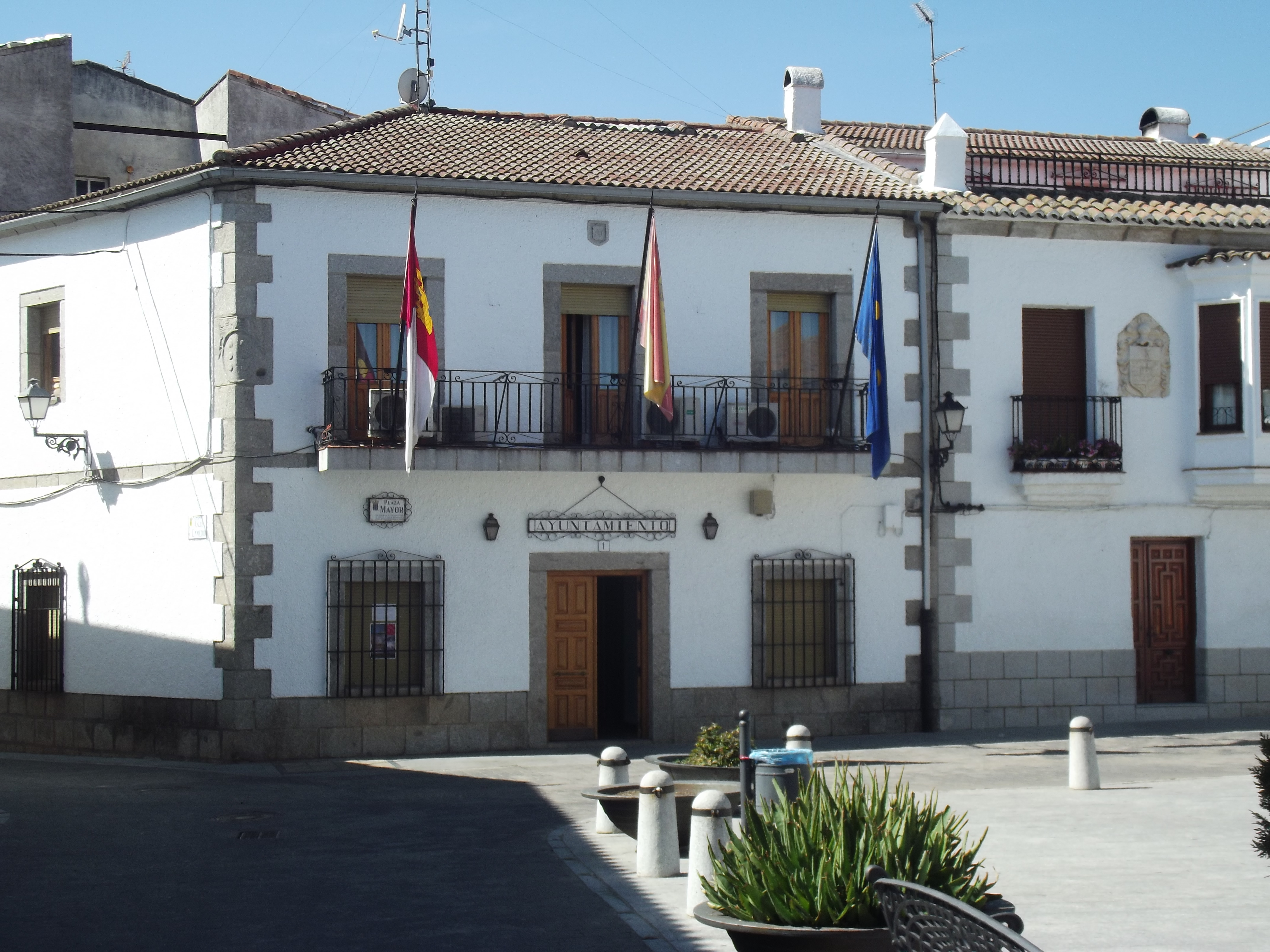
Rathaus